# Konfiguracjonizm
Konfiguracjonizm – nurt amerykańskiej antropologii kulturowej, ukształtowany w latach 20. i 30. XX wieku, stworzony przez uczniów Franza Boasa.

## Charakterystyka
Przedstawiciele konfiguracjonizmu postrzegali kulturę jako pewną całość, rządzącą się odrębna logiką. Nie jest to zbiór przypadkowych cech, ale określona konfiguracja, wzór. Wszystkie jej elementy składowe kultury są ze sobą powiązane.
Tym samym żadne zjawisko nie jest postrzegane jako zewnętrzne czy zapożyczone.
Podstawową cechą konfiguracjonizmu jest jego niezmienność. Raz nadany schemat określa zasady postępowania w danym społeczeństwie. Jakakolwiek zmiana zagraża spójności całego systemu i może doprowadzić do jego rozpadu.
Konfiguracjoniści należą do relatywistów kulturowych. Uważają, iż żadnej kultury nie można określić jako dominującą czy podstawową w stosunku do innych. Niemożliwe jest wytłumaczenie jednej kultury, stosując system wartości innej.
Każda społeczność wytwarza swój własny system wartości i tylko poprzez nie powinna być opisywana i oceniana.

## Przedstawiciele
Najsłynniejsza przedstawicielka konfiguracjonizmu, Ruth Benedict, postrzegała kulturę jako zbiór elementów wywodzących się z wielu sfer życia (np. polityki, religii, obyczajów, sfery życia seksualnego). Spośród nich wybierana jest jedna dominująca zasada, która staje się osią działania członków społeczeństwa.
Koncepcja ta nazwała została określonym wzorem kultury.
Ruth Benedict pisała, że im mniejsze społeczeństwo tym większe prawdopodobieństwo, że jej konfiguracja opiera się na jednej (centralnej wartości).

## Metoda badawcza
Przedstawiciele konfiguracjonizmu poszukują ogólnej reguły integrującą dana kulturę.
Stosowali metodę badań terenowych. Skupiali się na długotrwałym i całkowitym poznaniu danej kultury. Polegała ona na poznaniu języka wybranej społeczności, jej zwyczajów, praktyk religijnych.
Cechą charakterystyczną uczniów F. Boasa jest zbieranie jak największej ilości danych empirycznych.

## Zarzuty
Podstawowymi zarzutami odnośnie do konfiguracjonizmu, są:
- skupienie uwagi na małych społeczeństwach, z pominięciem badań nad dużymi i bardziej złożonymi kulturami,
- brak możliwości jednoznacznego określenia stopnia w jakim dana wartość przenika daną kulturę,
- problemy z określeniem sfer życia, które nie należą do podstawowego wzoru kultury, a nie naruszają zasad rządzących w danym społeczeństwie